# Nova Petrópolis
Nova Petrópolis – miasto położone w południowej części Brazylii w stanie, Rio Grande do Sul, około 100 km na północ od stolicy stanu Porto Alegre.

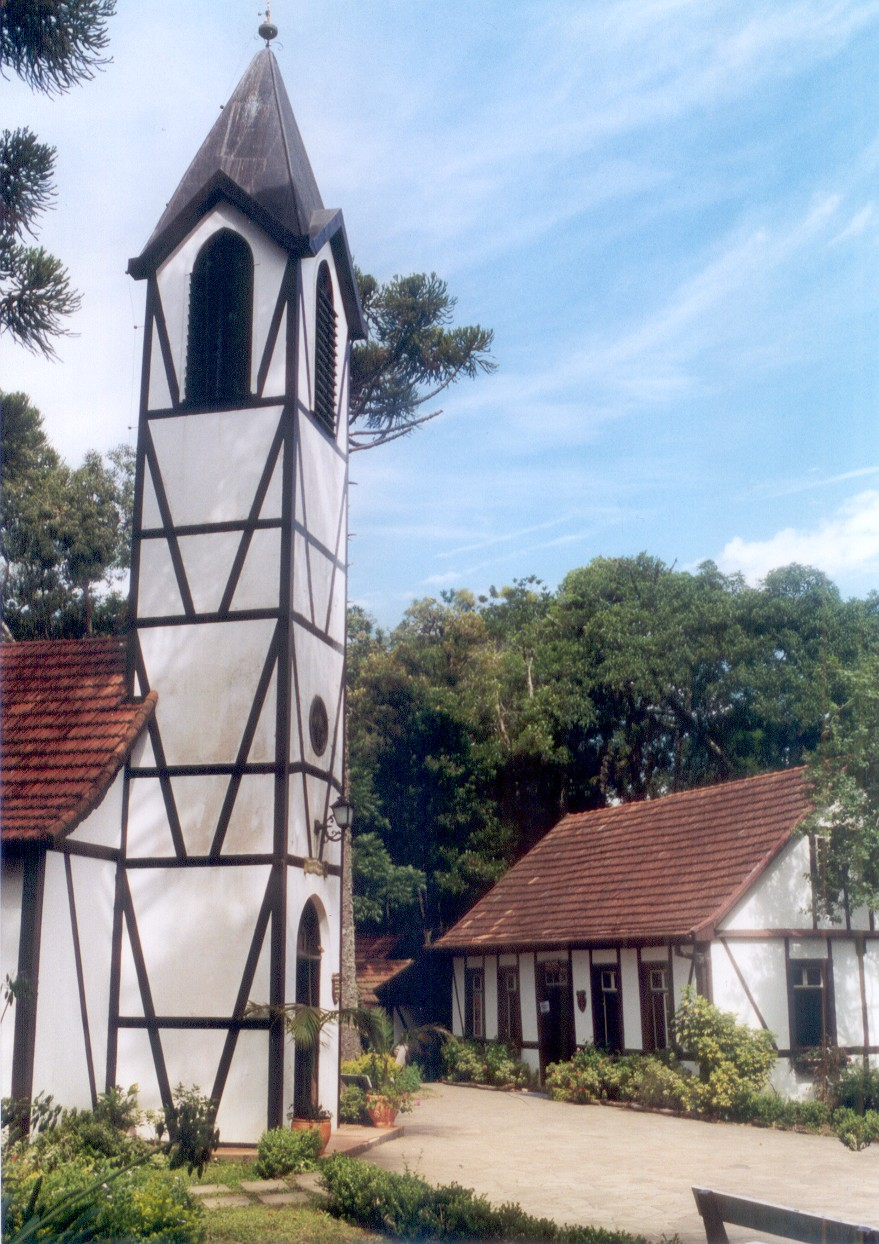

Populacja waha się w granicach 20.000 mieszkańców, z których większa część to potomkowie osadników niemieckich, którzy przybyli tu w XIX wieku.
Język niemiecki lub jego dialekt Riograndeser Hunsrückisch nadal jest często używany w tym mieście.
Turystyka jest ważną gałęzią w gospodarce miasta, oprócz tego w mieście wyrabiane są produkty skórzane i ubrania z wełny.